# 生殖腺指數
生殖腺指數（英語：gonadosomatic index，簡稱GSI），又稱性腺指數，是生殖腺重量相對体重的比例，是性成熟度的一個指標，其公式如下：
GSI = [生殖腺重量 / 体重] x 100
生殖腺指數是用卵巢發育或睪丸發育來量測動物的性成熟情形，常用在水產類的養殖中。